# Ernst Kaltenbrunner

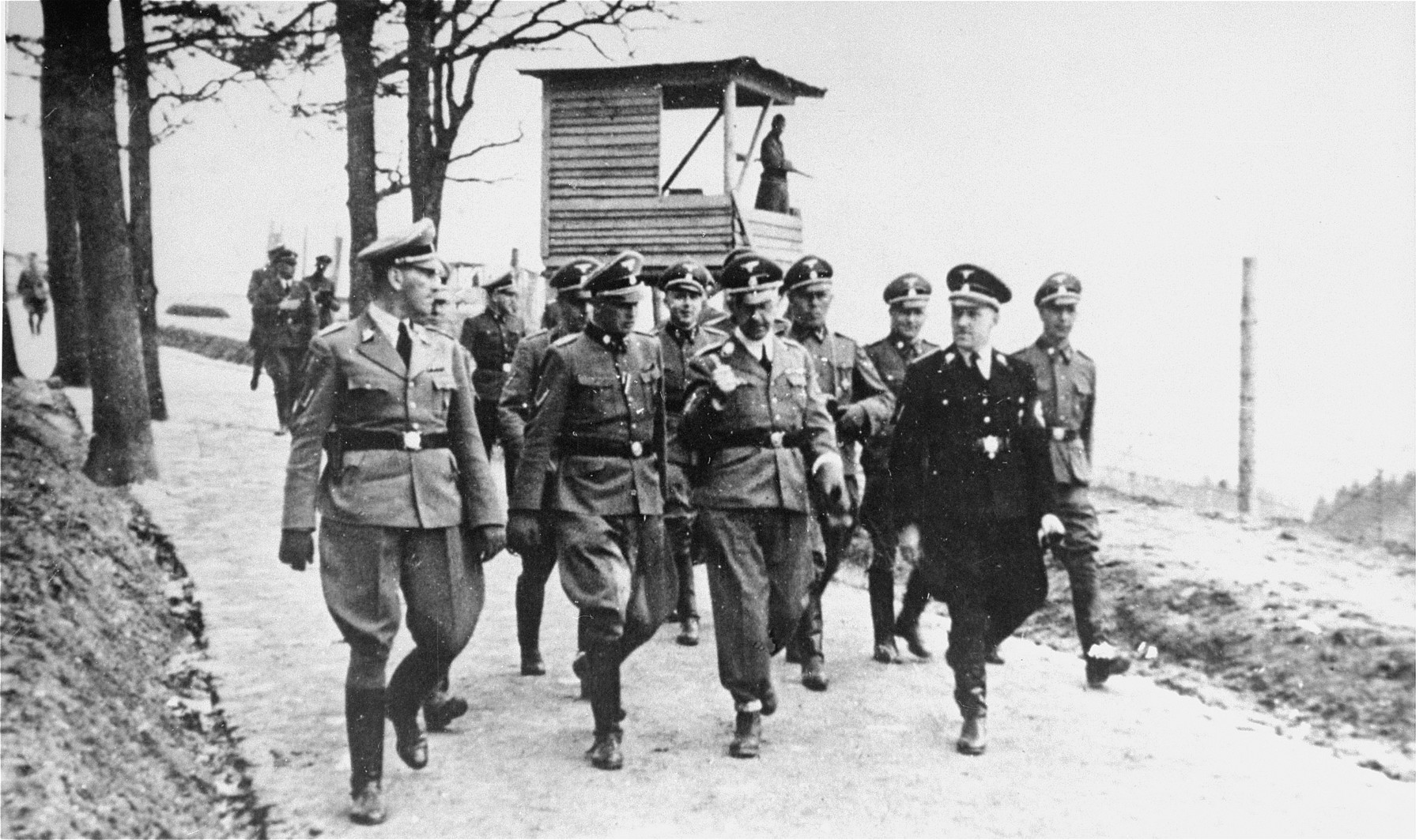
Kaltenbrunner (ở phía bên trái), Heinrich Himmler và August Eigruber kiểm tra trại tập trung Mauthausen vào năm 1941, dưới sự dẫn đường của chỉ huy trại Franz Ziereis.

Ernst Kaltenbrunner (4 tháng 10 năm 1903 - 16 tháng 10 năm 1946) là một quan chức cao cấp gốc Áo của Đức Quốc xã trong Thế chiến II. Với cương vị Obergruppenführer (Đoàn trưởng cao cấp) ở Schutzstaffel (SS), trong khoảng thời gian từ tháng 1 năm 1943 đến tháng 5 năm 1945, ông là giám đốc Cơ quan an ninh Đế chế (Reichss Richheitshauptamt; RSHA). Ông là thành viên cấp cao nhất của SS phải đối mặt với phiên tòa ở Nuremberg.Ông bị kết tội phạm tội ác chiến tranh và tội ác chống lại loài người và bị xử tử bằng cách treo cổ

## Tiểu sử cá nhân
Sinh ra ở Ried im Innkreis, Áo, Kaltenbrunner là con trai của một luật sư và được giáo dục tại Realgymnasium ở Linz. Lớn lên trong một gia đình theo chủ nghĩa dân tộc, Kaltenbrunner là bạn thời thơ ấu với Adolf Eichmann, sĩ quan SS khét tiếng, người đóng vai trò quan trọng trong việc thực hiện Giải pháp cuối cùng của Đức quốc xã đối với người Do Thái ở châu Âu. Sau trung học, Kaltenbrunner tiếp tục lấy bằng tiến sĩ luật tại Đại học Graz vào năm 1926. Ông làm việc tại một công ty luật ở Salzburg một năm trước khi mở văn phòng luật sư riêng ở Linz. Ông có những vết sẹo sâu trên mặt khi đấu tay đôi trong những ngày còn là sinh viên, mặc dù một số nguồn tin cho rằng ông bị tai nạn ô tô.
Vào ngày 14 tháng 1 năm 1934, Kaltenbrunner kết hôn với Elisabeth Eder (sinh năm 1908), người đến từ Linz và là thành viên của Đảng Quốc xã. Họ có ba đứa con. Ngoài những đứa con từ cuộc hôn nhân của mình, Kaltenbrunner còn có cặp song sinh, Ursula và Wolfgang, (sinh năm 1945) với người tình lâu năm Gisela Gräfin von Westarp. Tất cả những đứa trẻ đều sống sót sau chiến tranh.

## Binh nghiệp trong SS
Vào ngày 18 tháng 10 năm 1930, Kaltenbrunner gia nhập Đảng Quốc xã với số thành viên NSDAP 300.179. Năm 1931, ông là Bezirksredner (người phát ngôn của quận) cho Đảng Quốc xã ở Oberösterreich. Kaltenbrunner tiếp tục tham gia SS vào ngày 31 tháng 8 năm 1931, số SS của ông là 13.039. Đầu tiên ông trở thành Rechtsberater (cố vấn pháp lý) cho đảng vào năm 1929 và sau đó giữ vị trí tương tự cho SS Abschnitt VIII từ năm 1932. Cùng năm đó, anh bắt đầu làm việc tại văn phòng luật sư của cha mình và đến năm 1933 là người đứng đầu Liên đoàn luật sư xã hội chủ nghĩa quốc gia ở Linz.
Vào tháng 1 năm 1934, Kaltenbrunner đã bị tống giam một thời gian ngắn tại trại tạm giam Kaisersteinbruch với các đảng Xã hội Quốc gia khác vì âm mưu đảo chính với chính phủ Engelbert Dollfuss. Trong khi đó, ông đã lãnh đạo một cuộc tuyệt thực khiến chính phủ phải thả ra 49 đảng viên. Năm 1935, ông lại bị bỏ tù vì nghi ngờ tội phản quốc mang tính nguy hiểm. Lời buộc tội này đã được bỏ, nhưng anh ta bị kết án sáu tháng tù vì âm mưu đảo chính và anh ta bị mất giấy phép hành nghề luật sư.
Từ giữa năm 1935, Kaltenbrunner là người đứng đầu SS Abschnitt VIII bất hợp pháp tại Linz và được coi là một thủ lĩnh của SS Áo. Để cung cấp cho Heinrich Himmler, Reinhard Heydrich và Heinz Jost thông tin mới, Kaltenbrunner liên tục thực hiện các chuyến đi đến Bavaria. Trốn trên một chuyến tàu đi đến Passau, anh ta sẽ trở về với tiền và mệnh lệnh cho các đồng chí Áo. [9] Kaltenbrunner đã bị bắt một lần nữa vào năm 1937, bởi chính quyền Áo với cáo buộc là người đứng đầu tổ chức Đảng Quốc xã bất hợp pháp ở Oberösterreich. Ông đã được thả vào tháng Chín.
Hành động theo lệnh của Hermann Goring, Kaltenbrunner đã hỗ trợ tại Anschluss với Đức vào tháng 3 năm 1938 và được trao vai trò là thư ký nhà nước về an ninh công cộng trong nội các Seyss-Inquart. Bị điều khiển từ phía sau bởi Himmler, Kaltenbrunner vẫn lãnh đạo, nói một cách trắng trợn, SS của Áo như một phần trong nhiệm vụ của mình là 'điều phối' và quản lý dân số Áo. Sau đó vào ngày 21 tháng 3 năm 1938, ông được thăng cấp SS-Brigadeführer. Ông là thành viên của Reichstag từ ngày 10 tháng 4 năm 1938 cho đến ngày 8 tháng 5 năm 1945. Trong hoạt động này, ông đã giúp thành lập trại tập trung Mauthausen-Gusen gần Linz. Mauthausen là trại tập trung thứ hai của Đức Quốc xã được mở tại Áo sau Anschluss. Vào ngày 11 tháng 9 năm 1938, Kaltenbrunner được thăng cấp bậc SS-Gruppenführer, tương đương với một trung tướng trong quân đội khi giữ vị trí Führer của SS-Oberabschnitt Sterreich (được bổ nhiệm lại SS-Oberabschnitt Donau vào tháng 11 năm 1938). Cũng trong năm 1938, ông được bổ nhiệm làm SS cấp cao và lãnh đạo cảnh sát (Höherer SS- und Polizeiführer; HSSPF) cho Donau, là chỉ huy SS chính ở Áo (ông giữ chức vụ đó cho đến ngày 30 tháng 1 năm 1943).

## Chiến tranh thế giới thứ II
Vào tháng 6 năm 1940, Kaltenbrunner được bổ nhiệm làm Chủ tịch Cảnh sát Vienna và giữ chức vụ bổ sung đó trong một năm. Vào tháng 7 năm 1940, ông được ủy nhiệm làm SS-Untersturmführer trong Khu bảo tồn Waffen-SS. Trong suốt quá trình thực hiện nhiều nhiệm vụ của mình, Kaltenbrunner cũng đã phát triển một mạng lưới tình báo ấn tượng trên khắp Áo di chuyển về phía đông nam, điều này cuối cùng đã đưa anh ta đến sự chú ý của Himmler để được bổ nhiệm làm giám đốc RSHA vào tháng 1 năm 1943. RSHA bao gồm SiPo (Sicherheitspolizei; lực lượng kết hợp của Gestapo và Kripo) cùng với SD (Sicherheitsdienst, Dịch vụ bảo mật). Ông thay thế Heydrich, người bị ám sát vào tháng 6 năm 1942. Kaltenbrunner giữ vị trí này cho đến khi kết thúc chiến tranh. Hầu như không ai biết Kaltenbrunner và sau khi được bổ nhiệm, Himmler đã chuyển trách nhiệm cho cả nhân viên và kinh tế SS từ RSHA sang Văn phòng Kinh tế và Hành chính Chính của SS. Tuy nhiên, ông được thăng chức thành SS-Obergruppenführer und General der Polizei vào ngày 21 tháng 6 năm 1943. Ông cũng thay thế Heydrich làm Chủ tịch Ủy ban Cảnh sát Hình sự Quốc tế (ICPC), tổ chức ngày nay gọi là Interpol.
Sợ một mặt trận nhà sụp đổ do các chiến dịch ném bom của quân Đồng minh và một "cú đâm sau lưng" khác ở nhà có thể phát sinh, khiến Kaltenbrunner ngay lập tức thắt chặt sự kìm kẹp của Đức Quốc xã ở Đức. Từ những gì nhà sử học Anthony Read liên quan, việc bổ nhiệm Kaltenbrunner làm giám đốc RSHA đã gây bất ngờ cho các ứng cử viên có thể khác như người đứng đầu Gestapo, Heinrich Müller, hoặc thậm chí là giám đốc tình báo nước ngoài SD, Walter Schellenberg. Nhà sử học Richard Grunberger cũng đã thêm tên của Tiến sĩ Wilhelm Stuckart, bộ trưởng tương lai của Nội vụ Đức với tư cách là một ứng cử viên tiềm năng khác cho người đứng đầu RSHA; tuy nhiên, anh ta gợi ý rằng Kaltenbrunner rất có thể được chọn vì anh ta là một "người mới" so sánh, người sẽ "dễ thương" hơn trong tay của Himmler.
Giống như nhiều người cuồng tín ý thức hệ trong chế độ, Kaltenbrunner là một người chống Do Thái. Theo cựu SS-Sturmbannführer Hans Georg Mayer, Kaltenbrunner đã có mặt trong một cuộc họp tháng 12 năm 1940 giữa Hitler, Goebbels, Himmler và Heydrich, nơi người ta quyết định tiêu diệt tất cả những người Do Thái không có khả năng làm việc nặng nhọc. Dưới sự chỉ huy của Kaltenbrunner, cuộc đàn áp người Do Thái đã tăng tốc vì "quá trình tiêu diệt đã được đẩy nhanh và sự tập trung của người Do Thái trong chính Reich và các quốc gia bị chiếm đóng sẽ đượ giải quyết càng sớm càng tốt." Kaltenbrunner rất quan tâm tình trạng của người Do Thái,nhận được báo cáo định kỳ tại văn phòng của ông trong RSHA.
Trong một nỗ lực để chống lại đồng tính luyến ái trên khắp Reich, Kaltenbrunner đã thúc đẩy Bộ Tư pháp vào tháng 7 năm 1943 một sắc lệnh bắt buộc phải thiến bắt buộc đối với bất kỳ ai phạm tội này. Trong khi điều này bị từ chối, ông vẫn thực hiện các bước để quân đội xem xét khoảng 6.000 trường hợp để truy tố những người đồng tính luyến ái
Vào mùa hè năm 1943, Kaltenbrunner đã tiến hành cuộc kiểm tra thứ hai của mình tại trại tập trung Mauthausen-Gusen. Trong khi ông ở đó, 15 tù nhân đã được chọn để chứng minh cho Kaltenbrunner ba phương pháp giết người; bằng cách bắn vào cổ, treo và khí. Sau khi các vụ giết người được thực hiện, Kaltenbrunner đã kiểm tra lò hỏa táng và sau đó là mỏ đá.Vào tháng 10 năm 1943, ông nói với Herbert Kappler, người đứng đầu các dịch vụ an ninh và cảnh sát Đức ở Rome, rằng "việc xóa bỏ người Do Thái ở Ý" là "mối quan tâm đặc biệt" đối với "an ninh chung". Bốn ngày sau, SS và các đơn vị cảnh sát của Kappl bắt đầu làm tròn và trục xuất người Do Thái bằng tàu hỏa đến trại tập trung Auschwitz.
Năm 1944 khi Hitler đang trong quá trình Đô đốc Horthy vũ trang mạnh mẽ để đệ trình Hungary cho Đức quốc xã trong một cuộc họp được sắp xếp tại Lâu đài Klessheim ở Salzburg, Kaltenbrunner đã có mặt để đàm phán và hộ tống ông ta sau khi họ kết thúc. Đồng hành cùng Horthy và Kaltenbrunner trên hành trình trở về Hungary là Adolf Eichmann, người đã mang theo một đơn vị Einsatzkommando đặc biệt để bắt đầu quá trình "làm tròn và trục xuất 750.000 người Do Thái ở Hungary."
Người ta nói rằng ngay cả Himmler cũng sợ anh ta, vì Kaltenbrunner là một nhân vật đáng sợ với chiều cao 1,94 mét (6 ft 4 in), vết sẹo trên khuôn mặt và tính khí thất thường. Kaltenbrunner cũng là một người bạn lâu năm của Otto Skorzeny và đề nghị anh ta cho nhiều nhiệm vụ bí mật, cho phép Skorzeny trở thành một trong những đặc vụ yêu thích của Hitler. Kaltenbrunner cũng chịu trách nhiệm đứng đầu Chiến dịch Long Jump, một kế hoạch ám sát Stalin, Churchill và Roosevelt ở Tehran.
Ngay sau âm mưu ngày 20 tháng 7 về cuộc sống của Hitler năm 1944, Kaltenbrunner đã được triệu tập đến trụ sở thời chiến của Hitler tại Wolfsschanze (Wolf's Lair) ở East Prussia để bắt đầu cuộc điều tra về kẻ chịu trách nhiệm ám sát. Một khi nó được tiết lộ rằng một cuộc đảo chính quân sự cố gắng chống lại Hitler đã được phát động, Himmler và Kaltenbrunner phải bước đi cẩn thận, vì quân đội không thuộc thẩm quyền của Gestapo hoặc SD. Vì nỗ lực thất bại, những kẻ âm mưu đã sớm được xác định. Ước tính 5.000 người cuối cùng đã bị xử tử, với nhiều người khác bị đưa đến các trại tập trung.
Kaltenbrunner (hàng đầu, thứ hai từ trái sang) với tư cách khán giả tại phiên tòa xét xử Tòa án Nhân dân sau âm mưu thất bại ngày 20 tháng 7.
Nhà sử học Heinz Höhne đã đếm Kaltenbrunner trong số những người trung thành với Hitler cuồng tín và mô tả ông ta đã cam kết "đến tận cùng cay đắng."] thủ tục tố tụng tại tòa án, nhưng điều này đã bị Himmler từ chối vì cho rằng việc can thiệp vào các vấn đề của Wehrmacht (quân đội) là không khôn ngoan. Vào tháng 12 năm 1944, Kaltenbrunner được cấp thêm cấp tướng của Waffen-SS. Vào ngày 15 tháng 11 năm 1944, ông được trao tặng Hiệp sĩ Thập tự giá Chiến tranh với Kiếm. Ngoài ra, anh còn được trao Huy hiệu Đảng vàng của NSDAP và Blutorden (Dòng máu). Sử dụng quyền lực của mình với tư cách là người đứng đầu RSHA, Kaltenbrunner đã ban hành một sắc lệnh vào ngày 6 tháng 2 năm 1945 cho phép cảnh sát bắn người "không trung thành" theo ý của họ, mà không cần xem xét lại tư pháp.
Vào ngày 12 tháng 3 năm 1945, một cuộc họp đã diễn ra tại Vorarlberg giữa Kaltenbrunner và Carl Jacob Burckhardt, chủ tịch Ủy ban Chữ thập đỏ Quốc tế (năm 194548). Chỉ hơn một tháng sau, Himmler được thông báo rằng SS-Obergruppenführer (nói chung) Karl Wolff đã đàm phán với quân Đồng minh về việc bắt giữ Ý. [40] Khi được hỏi bởi Himmler, Wolff giải thích rằng anh ta đang hoạt động theo lệnh của Hitler và cố gắng chơi Đồng minh chống lại nhau. Himmler tin anh ta nhưng Kaltenbrunner thì không và nói với Himmler rằng một người cung cấp thông tin tuyên bố Wolff cũng đã thương lượng với Hồng y Schuster của Milan và chuẩn bị đầu hàng Ý cho quân Đồng minh. Himmler giận dữ lặp lại các cáo buộc và Wolff, giả vờ phạm tội, thách thức Himmler trình bày những tuyên bố này cho Hitler. Không bị ảnh hưởng bởi yêu cầu của Wolff, Himmler lùi lại và Hitler đã gửi Wolff trở lại Ý để tìm kiếm các điều khoản tốt hơn với các lực lượng Hoa Kỳ.
Vào giữa tháng 4 năm 1945, ba tuần trước khi chiến tranh kết thúc, Himmlerbổ nhiệm tổng chỉ huy Kaltenbrunner của những lực lượng Đức còn lại ở Nam Âu.20 tháng 4 năm 1945, ông chạy trốn khỏi Berlin

### Sách tham khảo
- Breitman, Richard (1994). “Himmler, the Architect of Genocide”.  Trong David Cesarani (biên tập). The Final Solution: Origins and Implementation. London and New York: Routledge. ISBN 978-0-41515-232-7.
- CIA–Kent School. “The Last Days of Ernst Kaltenbrunner”. CIA–Kent School: Center for the Study of Intelligence. Bản gốc lưu trữ ngày 27 tháng 9 năm 2012. Truy cập ngày 14 tháng 7 năm 2019.
- Conot, Robert E. (2000). Justice at Nuremberg. New York: Carroll & Graf Publishers. ISBN 978-0-88184-032-2.
- Darnstädt, Thomas (2005). “Ein Glücksfall der Geschichte”. Der Spiegel.
- Evans, Richard (2010). The Third Reich at War. New York: Penguin. ISBN 978-0-14311-671-4.
- Fisher, Ernst F. Jr. (1993). Cassino to the Alps: The Mediterranean Theater of Operations (PDF). United States Army in World War II. Washington DC: United States Army Center of Military History. OCLC 31143820.
- Gerwarth, Robert (2012). Hitler's Hangman: The Life of Heydrich. New Haven, CT: Yale University Press. ISBN 978-0-30018-772-4.
- Graber, G. S. (1978). The History of the SS. New York: D. McKay. ISBN 0-679-50754-X.
- Grunberger, Richard (1993). Hitler's SS. New York: Dorset Press. ISBN 978-1-56619-152-4.
- Hildebrand, Klaus (1984). The Third Reich. London and New York: Routledge. ISBN 0-0494-3033-5.
- Höhne, Heinz (2001). The Order of the Death's Head: The Story of Hitler's SS. New York: Penguin Press. ISBN 978-0-14139-012-3.
- Kahn, David (1978). Hitler's Spies: German Intelligence in World War II. New York: MacMillan. ISBN 0-02-560610-7.
- Kershaw, Ian (2000). Hitler: 1936–1945, Nemesis. New York: W. W. Norton & Company. ISBN 978-0-39304-994-7.
- Leidig, Michael (2001). “Nazi chief's seal found in Alpine lake”. The Telegraph. Bản gốc lưu trữ ngày 1 tháng 12 năm 2008. Truy cập ngày 21 tháng 5 năm 2020.
- Longerich, Peter (2012). Heinrich Himmler: A Life. Oxford; New York: Oxford University Press. ISBN 978-0-19-959232-6.
- Manvell, Roger; Fraenkel, Heinrich (2011). Goering: The Rise and Fall of the Notorious Nazi Leader. New York: Skyhorse Publishing. ISBN 978-1-61608-109-6.
- Marrus, Michael R. (1997). The Nuremberg War Crimes Trial, 1945–46: A Documentary History. Boston: Bedford Books. ISBN 978-0-31213-691-8.
- Miller, Michael (2015). Leaders of the SS and German Police, Vol. 2. San Jose, CA: R. James Bender. ISBN 978-19-329-7025-8.
- Moorehead, Caroline (1999) [1998]. Dunant's Dream: War, Switzerland and the History of the Red Cross. Carroll & Graf Publishing. ISBN 978-0786706099.
- Overy, Richard (2010). The Third Reich: A Chronicle. New York: Quercus Publishing Inc. ISBN 978-1-62365-456-6.
- Read, Anthony (2005). The Devil's Disciples: Hitler's Inner Circle. New York: Norton. ISBN 978-039332-697-0.
- Rosmus, Anna (2015). Hitlers Nibelungen: Niederbayern im Aufbruch zu Krieg und Untergang (bằng tiếng Đức). Grafenau: Samples Verlag. ISBN 978-3-93840-132-3.
- Snyder, Louis L (1976). Encyclopedia of the Third Reich. London: Robert Hale. ISBN 978-1-56924-917-8.
- Stackelberg, Roderick (2007). The Routledge Companion to Nazi Germany. New York: Routledge. ISBN 978-0-41530-861-8.
- Weale, Adrian (2012). Army of Evil: A History of the SS. New York; Toronto: NAL Caliber (Penguin Group). ISBN 978-0-451-23791-0.
- West, Nigel (2013). Historical Dictionary of World War II Intelligence. Lanham, MD: Scarecrow Press). ISBN 978-0-81085-822-0.
- Wistrich, Robert (1995). Who's Who In Nazi Germany. New York: Routledge. ISBN 978-0-41511-888-0.
- Yahil, Leni (1990). The Holocaust: The Fate of European Jewry, 1932–1945. Oxford and New York: Oxford University Press. ISBN 0-19-504522-X.
- Zentner, Christian; Bedürftig, Friedemann (1991). The Encyclopedia of the Third Reich. (2 vols.) New York: Macmillan Publishing. ISBN 0-02-897500-6.Quản lý CS1: địa điểm (liên kết)